# ريزدنت إيفل 4 في آر
ريزدنت إيفل 4 في آر (بالإنجليزية: Resident Evil 4 Vr)‏ هي لعبة فيديو رعب من تطوير ونشر كابكوم، صدرت في 20 أكتوبر 2021 وتعمل على جهاز ويندوز وعلى النظارات الإفتراضية. إنها نسخة محسنة من ريزدنت إيفل 4 حيث يلعب اللاعب دور العميل الأمريكي الخاص ليون إس كينيدي، وتتمثل مهمته في إنقاذ ابنة رئيس الولايات المتحدة، آشلي جراهام، المحتجزة في قرية معزولة عن جميع الحضارات الأخرى.
أصبحت الأكثر مبيعا في تاريخ النظارة الإفتراضية ميتا كيست.